# 薩拉亞省
12°49′54″N 11°45′14″W / 12.83167°N 11.75389°W
薩拉亞省（法語：Département de Saraya），是塞內加爾的省份，位於該國東南部，由凱杜古區負責管轄，首府設於薩拉亞，西面是薩萊馬塔省，面積8,777平方公里，2014年人口52,399，人口密度每平方公里6人。